# Hans Kary
Hans Kary (Spittal an der Drau, 23 febbraio 1949) è un ex tennista austriaco.

## Carriera
In carriera ha vinto 1 titolo in singolare e 3 titoli di doppio.
In Coppa Davis ha disputato 58 partite, vincendone 33 e perdendone 25. Per la sua costanza nel rappresentare il proprio paese nella competizione è stato insignito del Commitment Award.

## Statistiche

### Singolare

#### Vittorie (1)
| Numero | Anno | Torneo            | Superficie | Avversario in finale | Punteggio     |
| 1.     | 1979 | Lagos Open, Lagos | Cemento    | Peter Feigl          | 6–4, 3–6, 6–2 |

### Doppio

#### Vittorie (3)
| Numero | Anno | Torneo                               | Superficie  | Compagno         | Avversari in finale              | Punteggio     |
| 1.     | 1975 | Richmond WCT, Richmond               | Sintetico   | Fred McNair      | Paolo Bertolucci Adriano Panatta | 7–6, 5–7, 7–6 |
| 2.     | 1977 | Scandanavian Championships, Helsinki | Sintetico   | Jiří Hřebec      | David Lloyd John Lloyd           | 5-7, 7-6, 6-4 |
| 3.     | 1982 | ATP Buenos Aires, Buenos Aires       | Terra rossa | Zoltán Kuhárszky | Ángel Giménez Manuel Orantes     | 7-5, 6-2      |